# George Williams
George Williams (Somerset, Reino Unido, 11 de octubre de 1821 - Londres, Reino Unido, 6 de noviembre de 1905) fue el fundador del movimiento YMCA.

## Biografía
Nació en Inglaterra en 1821, el menor de 8 hermanos. A los 20 años, dejó la granja en la que se crio y se mudó a Londres. Pronto encontró un trabajo en una fábrica de telas. Las largas jornadas de trabajo, que llegaban a alcanzar las 12 horas diarias, así como carecer de un hogar y compartir un cuarto con otros empleados, le hacía sentir más nostalgia por estar lejos de su familia.
En aquellas épocas la vida urbana presentaba un panorama desolador con altos márgenes de pobreza y miserables condiciones de vida que orillaban a la gente a optar por la calle, destacando un alto índice de niños desamparados. Bajo estas condiciones, formó junto con un grupo de amigos de los dormitorios la primera YMCA, en 1844. Esta tenía como objetivo salir a las calles los domingos para ayudar a los niños que vivían en ella y de esta manera ofrecer una alternativa ante el agobio que a todos les producía la ciudad.
Pronto, la iniciativa de Williams, ganó notoriedad ante el fabricante de telas, quien les proporcionó un espacio para que pudieran reunirse, y así, más y más jóvenes se congregaran a su alrededor. La labor de este notable hombre, hizo que la YMCA se forjara como una organización altruista, siendo condecorado por esta causa en 1894 con el nombre de Caballero del Reino Unido. En 1905, falleció, siendo sepultado en loa Catedral de San Pablo entre los Héroes Nacionales.
Finalmente, un último tributo a su obra filantrópica, fue el triángulo rojo que se muestra en la gran ventana de la Abadía de Westminster, el cual está dedicado a su nombre y a la YMCA por su reelevancia durante la Primera Guerra Mundial.